# حقل بترول رود الباغل
حقل رود الباغل (اوروردة الباجيل) النفطي هو حقل نفط يقع في ولاية ورقلة، الجزائر. تم اكتشافه عام 1963 من قبل المهندس إدوارد شيتيك تحت اشراف الشركة الدولية سنكلير وتم تطوير الحقل بواسطة شركه ARCO (حاليا جزء من بريتش بتروليم BP) وشركة البترول الجزائرية سوناطراك في عام 1996. يتم إنتاج زيت API (40.2 درجة) من التكوين كامبري على عمق 9,850 قدم (3,000 م) .
وهو ثاني أكبر حقل في الجزائر. انخفض معدل استرداد REB إلى 18 ٪ من الحد الأقصى بحلول عام 1995. في عام 1996 كانت تنتج أقل من 25000 برميل في اليوم.

## تشغيل الحقل
في ١٥ فبراير ١٩٩٦ وقعت ARCO مع حكومة الجزائر عقد مشاركة في الإنتاج لمدة ٢٥ عام بقيمه 1. 3 مليار دولار.
في عام 1995 دفعت مكافأة توقيع قدرها 225 مليون دولار ووافقت على دفع 300 مليون دولار رسوم دخول. كان من المقرر أن تستثمر في نظام معزز لاشستخراج النفط والمزيد من التطوير والذي يتضمن 38 بئر جديده،  ولكن هذا العمل لم يتم.

## القدرة الإنتاجية
بعد الاستحواذ على ARCO رفعت BP إنتاج الحقل عن طريق حقن الغاز إلى سعه إنتاج 85000 برميل في اليوم وذلك لعدد من الأشهر في بداية سنه 2000. بتشجيع من هذا النجاح، قررت شركة بريتيش بتروليوم زيادة ضغط الغاز المحقون لتحسين الإنتاج. وأدى ذلك إلى فشل كامل وتشققات داخل الحقل. لم تكن قدرتها المستدامة أكثر من 18000 برميل في اليوم. اعتبارًا من عام 2011، بلغ متوسط الإنتاج 20000 برميل في اليوم. فشلت تقنية الاستخلاص المعزز للنفط بسبب وجود تشققات في تكوين صخور قاع البئر مما أدى إلى فقدان غالبية احتياطيات النفط.
تجري BP وسوناطراك تحكيمًا بشأن مجموعه الاهداف التي وضعتها في البداية في PSC ولم تحققها BP أبدًا.
يبلغ إجمالي الاحتياطيات المؤكدة للحقل حوالي 3 مليارات برميل (410 ملايين طن).